# دونالد ماكالوم
دونالد ماكالوم (بالإنجليزية: Donald McCallum)‏ هو لاعب كرة قدم بريطاني في مركز الوسط، ولد في 27 سبتمبر 1996 في Campbeltown ‏ في المملكة المتحدة. لعب مع نادي دمبرتون.

## وصلات خارجية
- دونالد ماكالوم على موقع قاعدة بيانات كرة القدم.إي يو (الإنجليزية)
- دونالد ماكالوم على موقع Soccerbase.com (لاعب) (الإنجليزية)